# Dlouhá Louka (Osek)
Dlouhá Louka (deutsch Langewiese) ist ein Ortsteil der Stadt Osek in Tschechien.

## Geographie

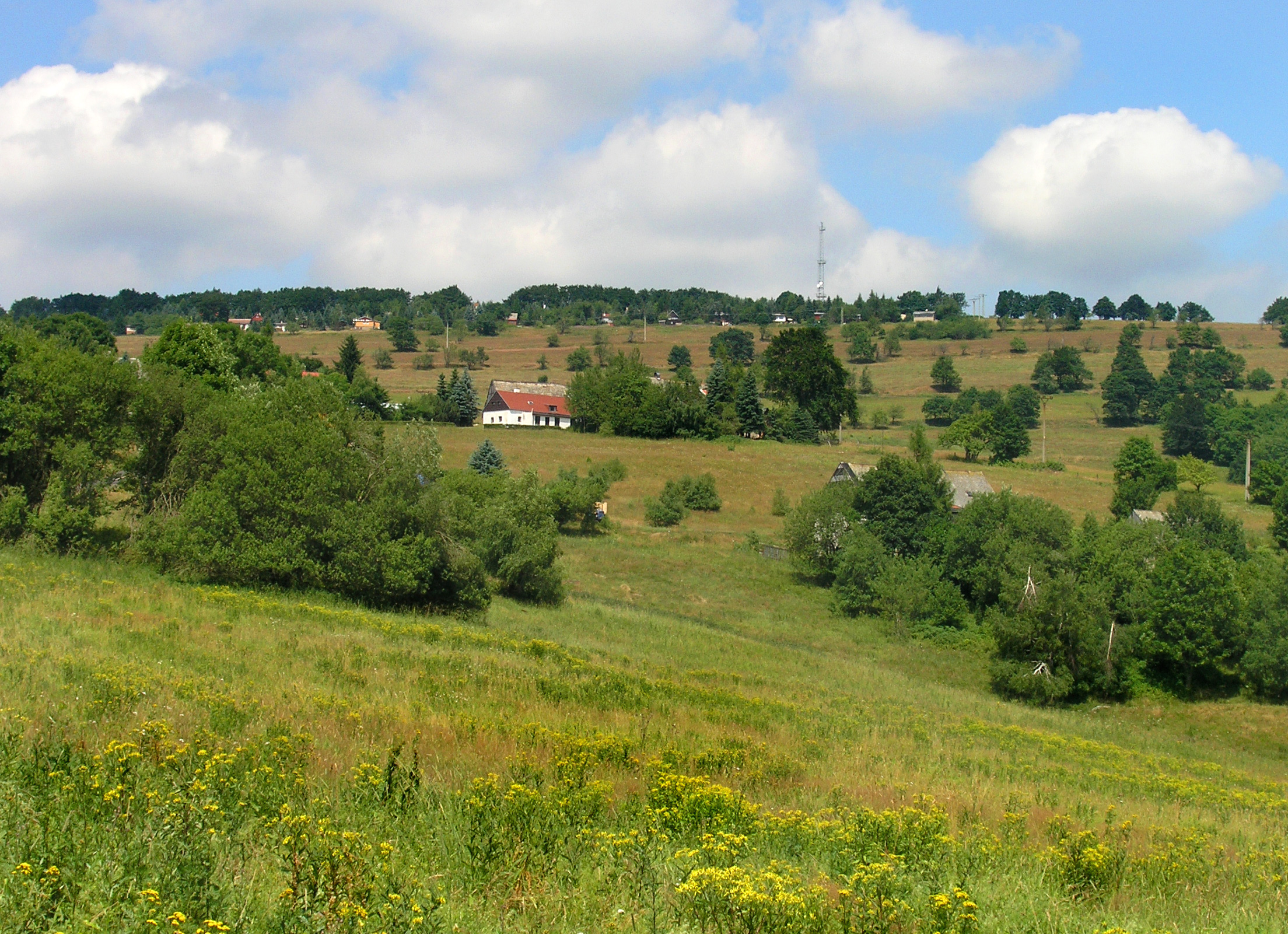
Dlouhá Louka

Die Anwesen der Streusiedlung liegen zwölf Kilometer westlich von Teplice im böhmischen Teil des Erzgebirges. Sie befinden sich an einer alten Passstraße auf einer Waldlichtung oberhalb der Burg Rýzmburk (Riesenburg), am Fuß des Vlčí hora (Wolfsberg, 890 m) in der Quellmulde des Osecký potok (Eulen- oder Uhlenbach) in steiler Hanglage. Der Ort fällt von 870 m am ehemaligen Gasthaus Tremfriedel auf ca. 750 m hinab. Östlich erhebt sich der Stropník (Strobnitz, 855 m) und im Westen der höchste Berg des Osterzgebirges, der Loučná (Wieselstein, 955 m).
Nachbarorte sind Hrob, Křižanov, Domaslavice und Háj im Osten, Hrad Osek und Osek im Südosten, Loučná im Süden sowie Horní Litvínov und Meziboří im Südwesten. Im Norden liegt die Wüstung Vilejšov.

## Geschichte

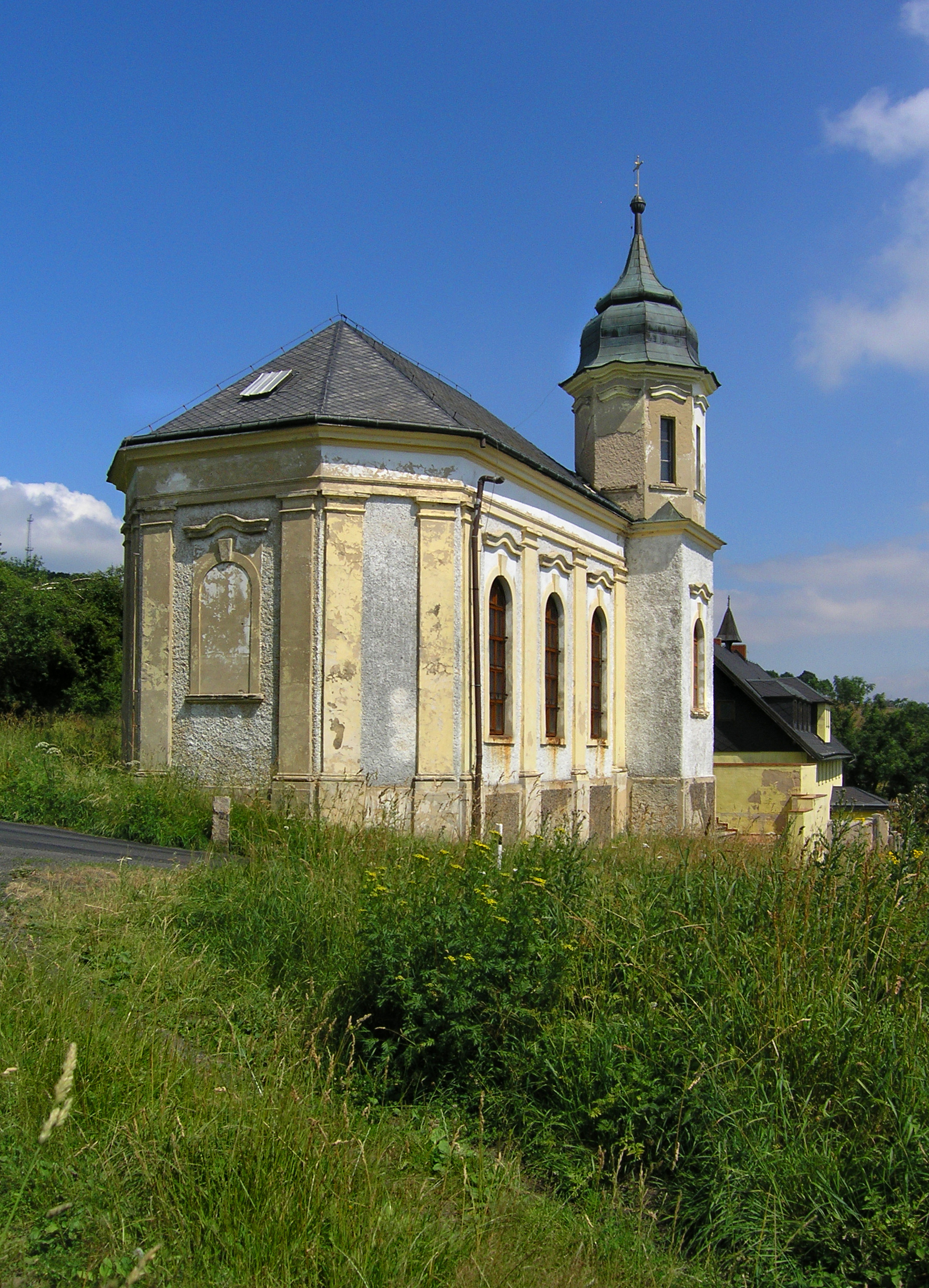
Herz-Jesu-Kirche

Langewiese wurde erstmals 1538 in der Lobkowitzschen Erbteilung urkundlich erwähnt. Allerdings ist der Ort vermutlich älter, da das Dorf an der langen Wiese, einem exponierten Weg, der Böhmischen Straße lag, die von Ossegg über Rechenberg und Frauenstein nach Meißen führte. Vermutlich ist Langewiese eine Gründung des Klosters Ossegg.
Im Jahr 1831 bestand Langewiese aus 52 Häusern mit 273 deutschsprachigen Einwohnern. Im Ort gab es ein Jäger- und Hegerhaus sowie eine Windmühle. Pfarrort war Alt-Ossegg. Bis zur Mitte des 19. Jahrhunderts blieb Langewiese der Fideikommissherrschaft Dux untertänig.
Nach der Aufhebung der Patrimonialherrschaften bildete Langewiese / Louka ab 1850 einen Ortsteil der Gemeinde Fleyh im Leitmeritzer Kreis und Gerichtsbezirk Dux. Ab 1868 gehörte das Dorf zum Bezirk Teplitz. Kirchlich und schulisch gehörte der Ort von jeher zu Ossegg. Wegen der großen Entfernung wurde um 1885 der Bau einer eigenen einklassigen Schule genehmigt, um den Kindern den Weg vor allem im Winter zu ersparen. Seit 1896 gehörte der Ort zum Bezirk Dux. Um 1910 entstand auch eine eigene kleine Kirche.
Haupterwerbsquelle war die Landwirtschaft. Wie das Duxer Heimatbuch schreibt, wurde in den Fluren des Niederdorfes sogar Weizen angebaut, daneben war die Butter aus Langewiese in den Städten im Tal sehr beliebt. Später verdiente auch eine Reihe von Einwohnern ihren Unterhalt in den Kohlerevieren des Dux-Brüxer Kohlebergbaues oder in den Betrieben in Oberleutensdorf und durch andere Arbeitsmöglichkeiten im Tal, z. B. in Steinbrüchen bei Ladung oder den Sägewerken im Riesenberger Tal.
Zwei Forsthäuser auf Langewieser Grund, das Forsthaus Adelsgrund und das Forsthaus Strobnitz, zeigen die Bedeutung der umliegenden Wälder für weitere Arbeitsmöglichkeiten in der Wald- und Forstwirtschaft auf. Später wurde Langewiese durch Wanderwege touristisch erschlossen. In den Wintermonaten wurde eine über zwei Kilometer lange Abfahrtsstrecke zum Anlaufpunkt von Wintersportlern. Aber auch Kurzausflügler aus Oberleutensdorf oder Ossegg kamen an den Wochenenden nach Langewiese. Der Ort besaß vier Gastwirtschaften: bei der Kirche das Gasthaus Loos, dann etwas höher das Gasthaus Schindler und, ebenfalls von Langewiesern betrieben, das weit bekannte Gasthaus Tremfriedel am höchsten Punkt des Ortes und ein viertes Gasthaus, das vom Teplitzer Erzgebirgsverein betriebene Bergheim. Der tschechische Ortsname Louka wurde 1924 in Dlouhá Louka geändert. In Folge des Münchner Abkommens wurde Langewiese 1938 dem Deutschen Reich zugeschlagen und gehörte bis 1945 zum Landkreis Dux. Nach dem Ende des Zweiten Weltkrieges kam der Ort zur Tschechoslowakei zurück und die deutschböhmische Bevölkerung wurde vertrieben. Im Zuge der Auflösung der Gemeinde Fláje wurde Dlouhá Louka 1960 nach Osek umgemeindet. Seit der Aufhebung des Okres Duchcov im Jahr 1961 gehört das Dorf zum Okres Teplice.

## Entwicklung der Einwohnerzahl

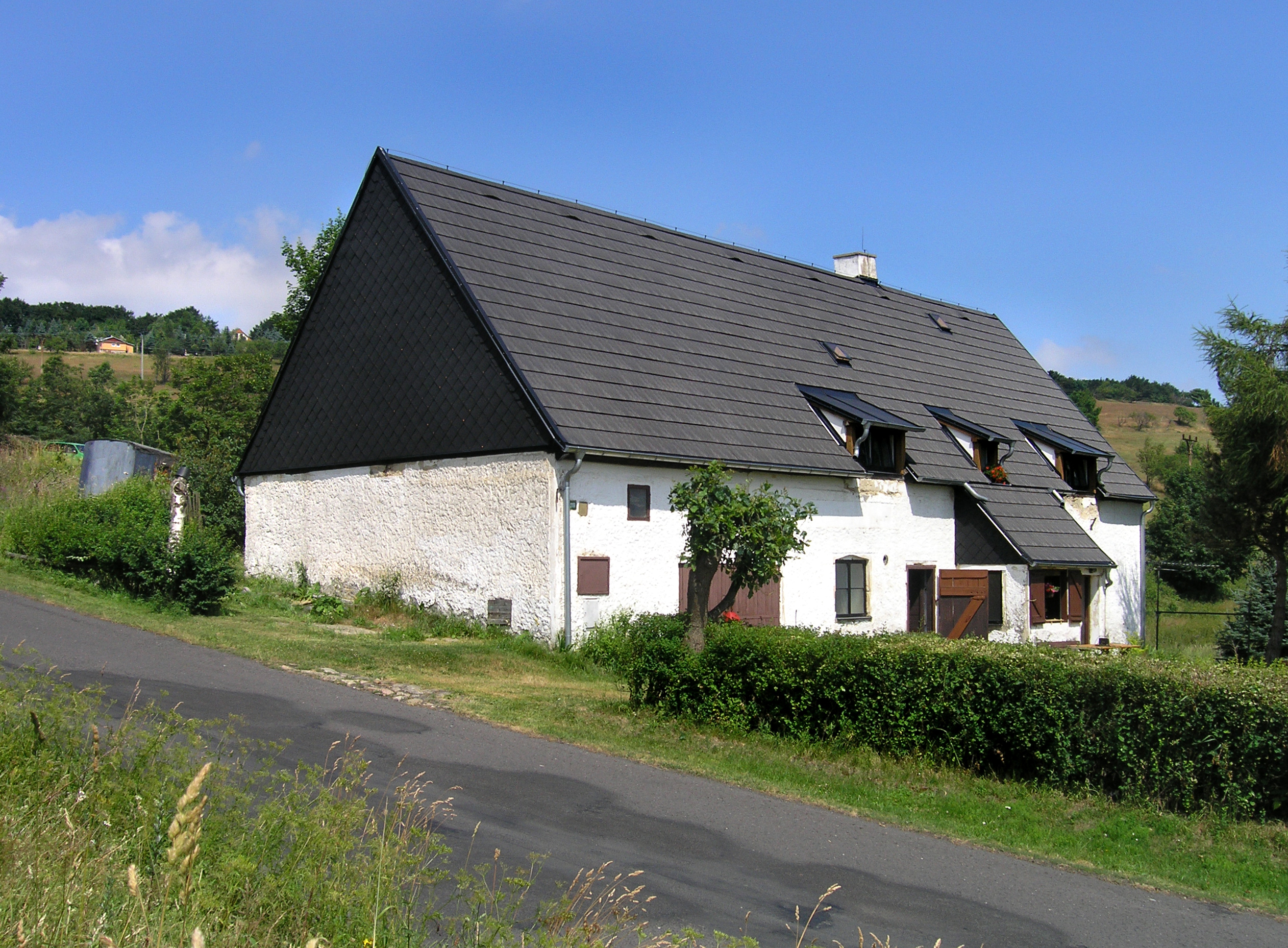
Ein typisches Haus

| Jahr | Einwohnerzahl |
| ---- | ------------- |
| 1869 | 900           |
| 1880 | 879           |
| 1890 | 793           |
| 1900 | 809           |
| 1910 | 749           |

| Jahr | Einwohnerzahl |
| ---- | ------------- |
| 1921 | 680           |
| 1930 | 640           |
| 1950 | 67            |
| 1961 | 17            |
| 1970 | 15            |

| Jahr | Einwohnerzahl |
| ---- | ------------- |
| 1980 | 14            |
| 1991 | 5             |
| 2001 | 8             |
| 2011 | 11            |

## Tourismus
Heute ist Dlouhá Louka ein Erholungsort. Im Winter werden regelmäßig über 50 km Loipen gespurt. Der Ort ist Zentrum der neuen Initiative Krušnohorská bílá stopa (Erzgebirgische Weißspur), die als Bürgervereinigung die touristische Weiterentwicklung von Loipen im Winter und Fahrradwegen im Sommer auf dem Kamm des tschechischen Osterzgebirges zum Ziel hat. Die tschechische Erzgebirgische Skimagistrale Krušnohorská lyžařská magistrála führt als Skifernwanderweg durch das Gebiet von Dlouhá Louka.